# 西部片
西部片（英語：Western film）是電影的類型之一，也可被視為廣義動作片轄項之一，最早世界第一部西部片公認是美國導演埃德温·S·波特1903年所執導之6分鐘黑白默片《火車大劫案》。西部片場景大部分設定在美國舊西部，時代背景大致是從在1836年阿拉莫戰役開始，最晚至1920年代後期墨西哥革命結束的美國西部開拓時代。角色一般包括牛仔及鎗手。而以下分類中有部分片被重覆分類不同題材的。

## 代表

### 義大利式西部片

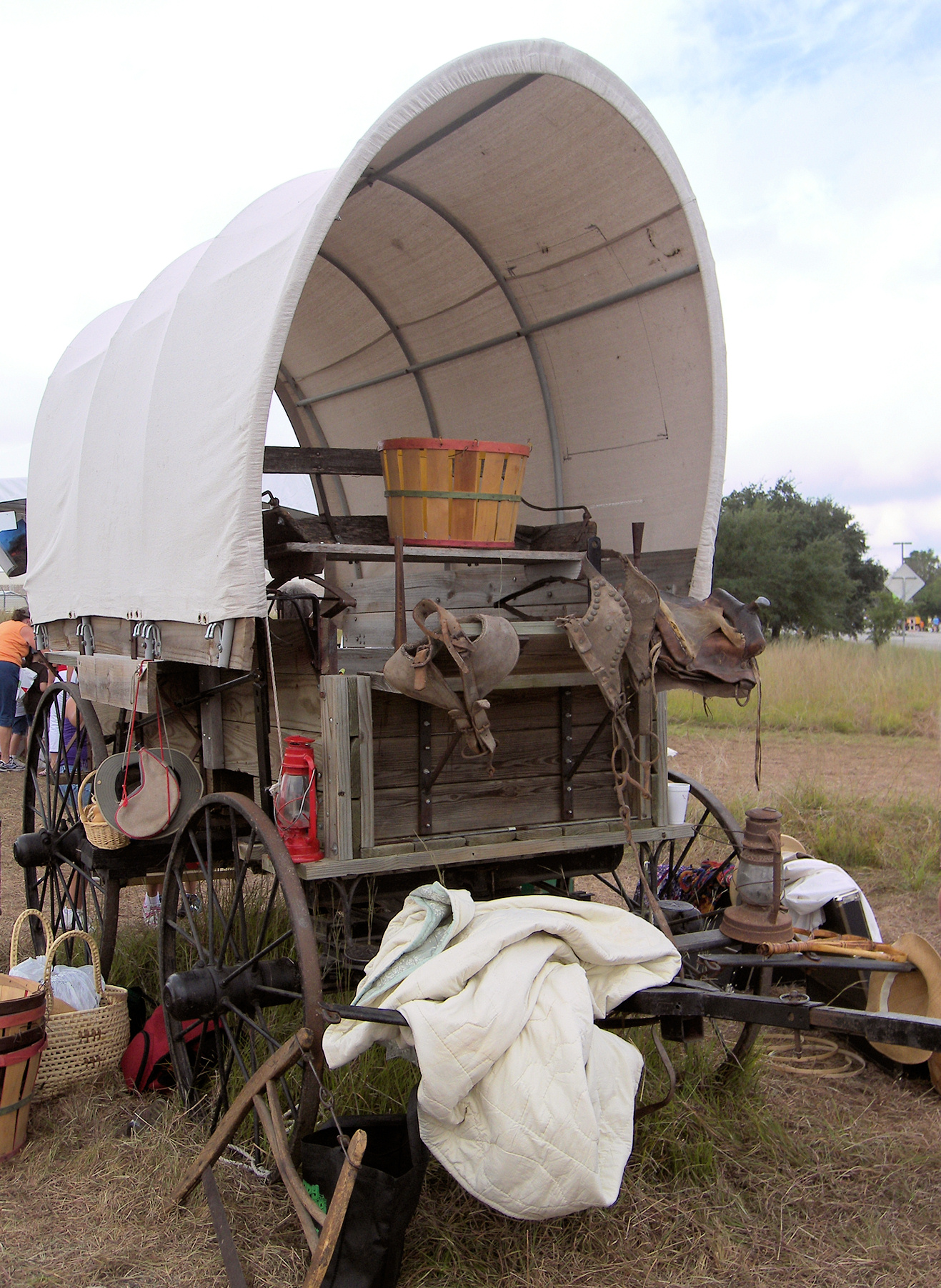
西部片用的蓬車道具

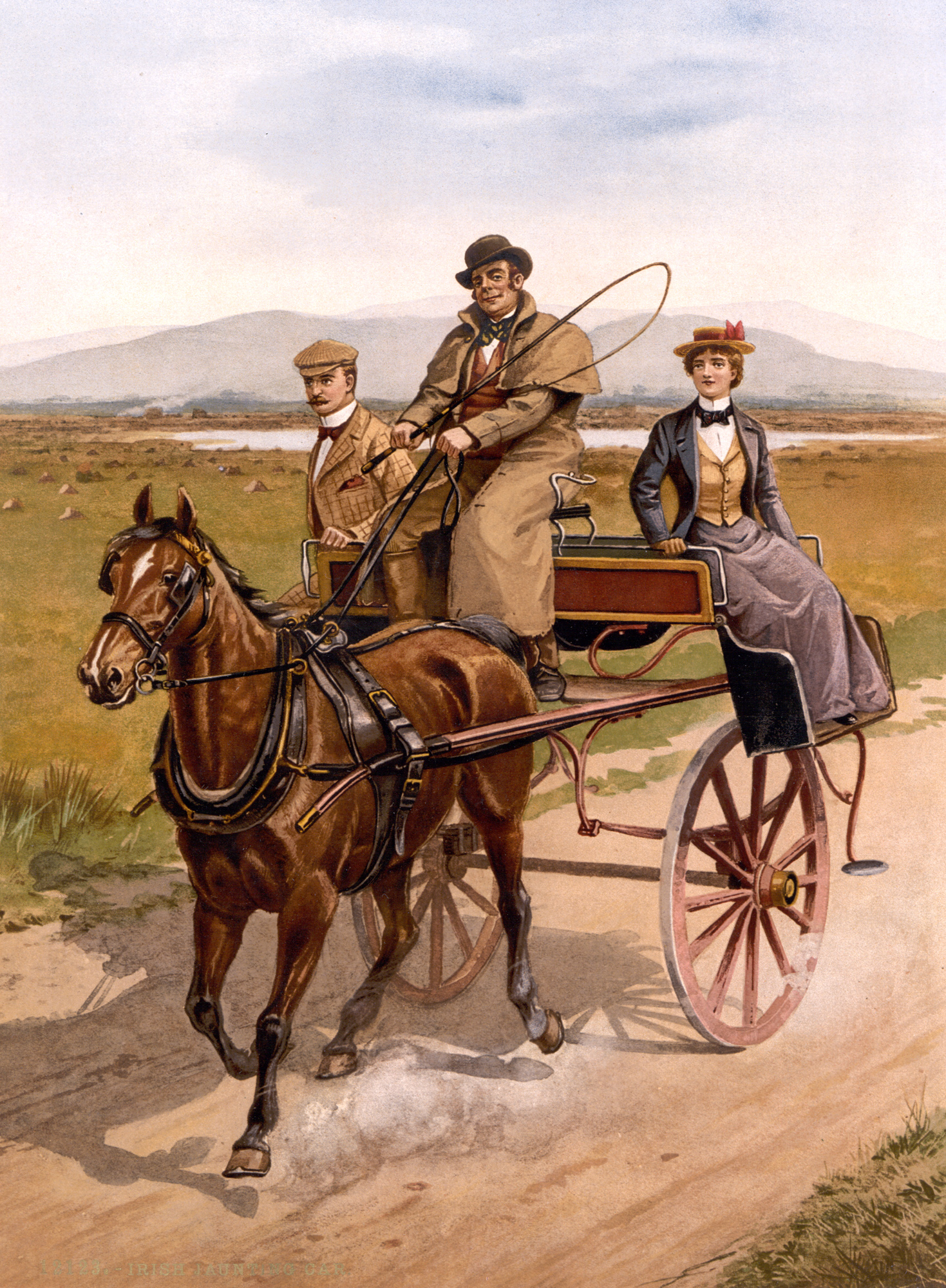
西部片海報

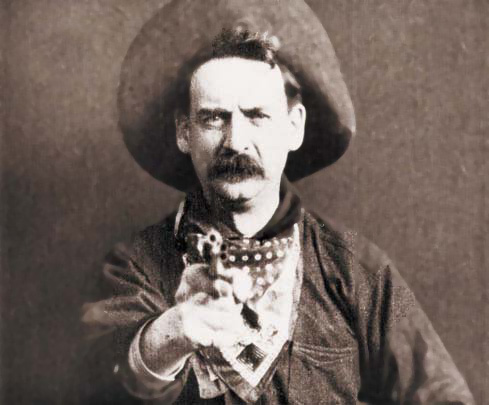
火車大劫案，1903年

- 《荒野大鏢客》1965年
- 《黃昏雙鏢客》1966年
- 《黃昏三鑣客》1967年
- 《狂沙十萬里》1968年
- 《龍虎群英》1971年

### 與印第安人戰爭、騎兵隊、篷車隊、驛馬車
- 《與狼共舞》
- 《卡士達將軍》
- 《鄧迪少校》（Major Dundee）1965年
- 《西部開拓史》
- 《亂世英傑》（The Plainsman）（1936年）
- 《要塞風雲》（Fort Apache）
- 《黃巾騎兵隊》（She Wore a Yellow Ribbon）
- 《邊疆鐵騎軍》（Rio Grande）
- 《搜索者》（The Searchers）
- 《紅河谷》（Red River）（1948年）
- 《驛馬車》（Stagecoach）（1939年）
- 《魔鬼騎兵團》（The Horse Soldiers）（1959年）

### 賞金獵人
- 《血泊飛車》The Naked Spur  (1953)
- 《疤面鬼煞手》Jonah Hex  (2010)
- 《決殺令》Django Unchained  (2012)

### 尋寶淘金
- 《遠鄉》The Far Country 1955年
- 《北國淘金記》North to Alaska 1960年

### 警匪、法治
- 《火車大劫案》The Great Train Robbery 1903年
- 《龍城殲霸戰》1952年
- 《俠骨柔情》（My Darling Clementine）（1946年）
- 《豪勇七蛟龍》
- 《龍虎雙俠》（Gunfight at the O.K. Corral）1957年
- 《執法悍將》
- 《西部開拓史》
- 《警探奇俠》（Destry Rides Again）（1939年）
- 《蕩寇志》（Jesse James）（1939年）
- 《赤膽屠龍》（Rio Bravo）（1959年）
- 《雙虎屠龍》（The Man Who Shot Liberty Valance）（1962年）
- 《落日孤影》（Forsaken）（2016）
- 《原野奇俠》(1953)
- 《萬里殲仇》(1966)

### 與墨西哥戰爭
- 《邊城英烈傳》
- 《圍城13天：阿拉莫戰役》
- 《日落黃沙》

### 南北戰爭
- 《西部開拓史》
- 《黃昏三鑣客》1967年
- 《魔鬼騎兵團》（The Horse Soldiers）（1959年）

### 江湖恩怨
- 《殺無赦》Unforgiven 1993年
- 《虎豹小霸王》Butch Cassidy and the Sundance Kid  1969年
- 《老查的故事》From Noon till Three  1976

### 西部真實名人

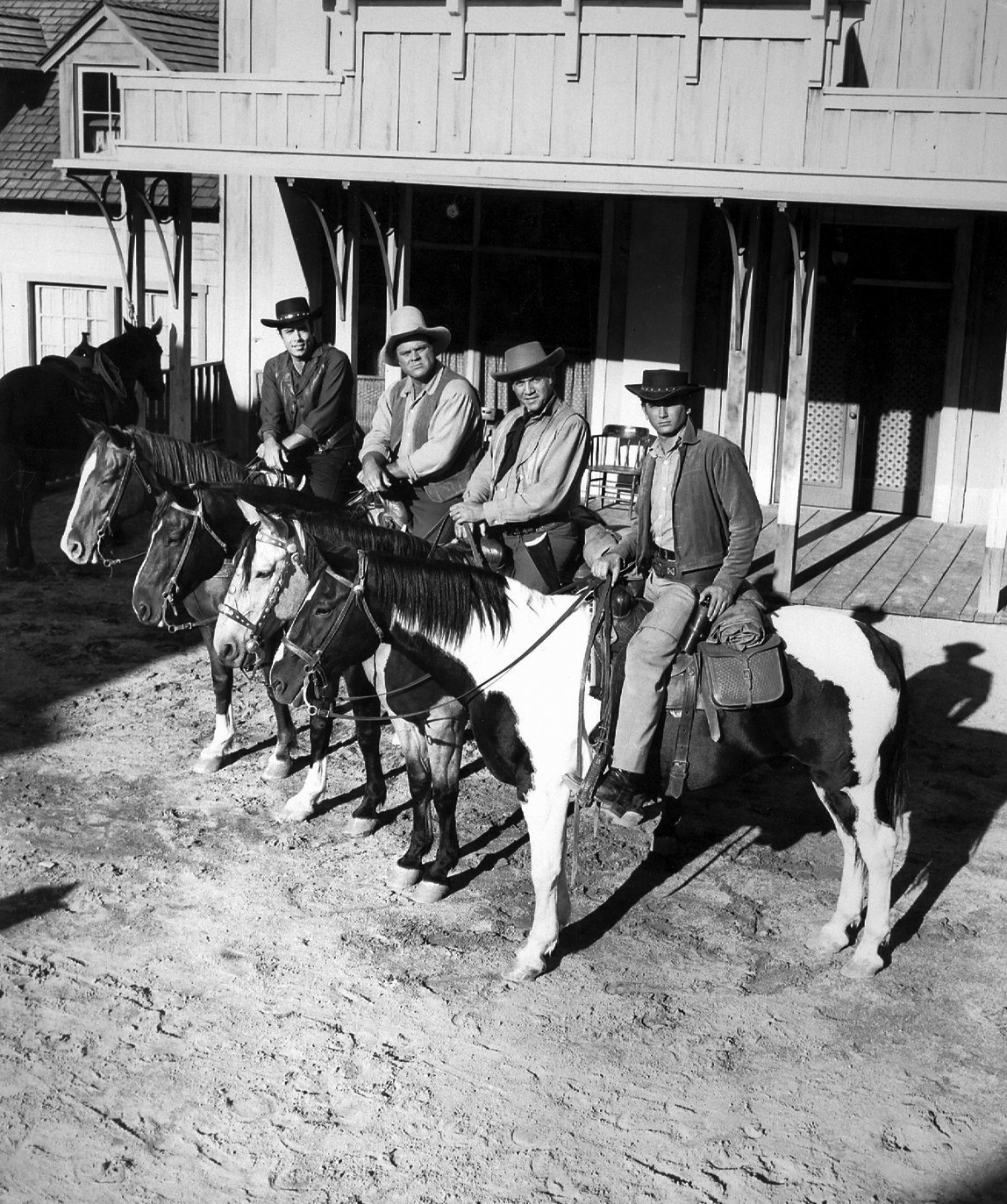
Bonanza (1961)

- 《俠骨柔情》（My Darling Clementine）（1946年）（懷亞特·厄普、多克·霍利戴（英语：Doc Holliday））
- 《龍虎雙俠》（Gunfight at the O.K. Corral）（1957年）（懷亞特·厄普、多克·霍利戴）
- 《執法悍將》（懷亞特·厄普、多克·霍利戴）
- 《亂世英傑》（The Plainsman）（1936年）（「狂野比爾」希科克（英语：Wild Bill Hickok）、災星簡）
- 《蕩寇志》（Jesse James）（1939年）（Jesse James, Frank James, James-Younger Gang傑西·詹姆斯、法蘭克·詹姆斯兄弟、詹姆斯-楊格幫）
- 《虎豹小霸王》（The Sundance Kid 日舞小子）
- 《血仇》(Hatfields & McCoys)

### 其他題材
一部分西部片使用了科幻或超級英雄元素的，擁有現代甚至未來的背景，或者在左輪手槍問世前的殖民時代，不被狹義的西部歷史所局限的。
- 《二百萬奪命奇案》No Country for Old Men
- 《蘇洛》The mask of Zorro
- 《回到未来III》Back to the Future Part III
- 《巨蟒出擊》Rattled
- 《從地心竄出4》Tremors 4: The Legend Begins
- 《飆風雷哥》Rango
- 《星際飆客》Cowboys & Aliens
- 《獨行俠》The Lone Ranger
- 《血戰墓碑鎮》Dead in Tombstone
- 《百萬種硬的方式》A Million Ways to Die in the West
- 《超級王牌》Maverick
- 《西方極樂園》Westworld (TV series)
- 《羅根》Logan
- 《斷背山》Brokeback Mountain
- 《大草原之家》Little House on the Prairie (TV series)
- 《功夫(美國電視影集)》